# 滝野川高等学院
滝野川高等学院（たきのがわこうとうがくいん）は、東京都北区にある通信制サポート校、フリースクールである。当初は高校生年代の生徒の高卒資格取得の支援を中心としていたが、現在では小学生・中学生を対象としたフリースクールコース]に多数の生徒が在籍している。また大学生や社会人年代も在籍しており、高卒資格だけでなく、通信大学や四年制大学のレポート作成支援や卒業論文指導、大学院入試対策といった幅広い年代への学習支援・居場所の提供を行なっている。
また滝野川高等学院において、学校復帰や進学を機に不登校が解消された児童・生徒を対象に開始された学習塾浮間ラボでは、現在不登校経験者だけでなく、発達や学習に遅れのある児童・生徒や、地域の小中学校に通う児童・生徒も学習塾として利用している。
2023年11月現在、滝野川高等学院(フリースクール・大学生支援)・浮間ラボ(学習塾)・明誠高校東京SHIP(通信制高校サポート校)の総生徒数は73名。
教育理念は、「一生にわたるサポート」。
小学生から社会人まで、幅広い年代の社会的自立・進路支援・学習支援を行なっている。
小中学校の生徒はフリースクールコースに在籍、登校することで所属する小中学校の出席としてカウントされ、2023年度からは東京都教育委員会が実施している「令和5年度フリースクール等に通う不登校児童・生徒支援調査研究事業への調査研究協力者の募集」によって、フリースクールへ在籍する児童・生徒に対し、月額最大2万円、年間最大24万円の協力金(補助金)が得られることとなった。
代表は元高校教員で日本キャリア教育学会認定キャリアカウンセラーである豊田毅。

## 概要
2019年（平成31年・令和元年）4月に開校。開校にあたって、Readyfor社のクラウドファンディングサービスを用いて設立資金を獲得した。また、開校1年目には、所属生徒や地域の小中高大生を中心とした軟式野球チーム滝野川ブルーウイングスを結成。
2020年(令和2年)には、小中学生の学校復帰後の支援を対象とした学習塾浮間ラボを開設。
滝野川ブルーウイングスが東京都北区野球連盟のリーグ戦にて、4部準優勝を果たす。
2021年(令和3年)には、ブルーウイングスが、東京都北区野球連盟の3部に昇格。2021年度中に3部優勝を果たし、2部に昇格。
実用英語技能検定・日本漢字能力検定をはじめとした7つの検定の準会場指定を受ける。
立教大学及び歯科衛生専門学校などから3名の実習生の受け入れを行なう。
通信制高校である学校法人益田永島学園明誠高校と提携し、東京支部「明誠高校　東京SHIP」として、高卒資格を取得できるシステムを取っている。
2022年(令和4年)には、星美学園短期大学から2名の学生がボランティアとして受け入れを行なう。滝野川高等学院・浮間ラボを総括する株式会社自由教育を設立。

## コース
- フリースクールコース（小中高生対象）※高校生は通信制・定時制高に在籍する生徒が対象
- 通信制高校コース(高校生年代以上が対象)※明誠高校東京SHIP及び、明誠高校以外の通信制高校に在籍する高校生も、サポート校として利用できます。
- アカデミックコース（大学生・社会人対象）※大学の課題レポートや卒業論文指導、大学院入試対策などに利用できます。
- 家庭教師派遣コース
- 野球ライフコース
- 学習塾浮間ラボ(小中高生対象)※不登校経験者・発達に凹凸のあるお子さん、地域の小中校生が利用しています。

## 所在地
- 東京都北区浮間1-1-6KMP北赤羽駅前ビル
- JR北赤羽駅(浮間口)徒歩30秒